# José David Toro
José David Ruilova Toro (ur. w 1898 lub 1899, zm. w 1977) – boliwijski wojskowy i polityk.
Ukończył szkołę wojskową w La Paz. W rządzie Hernando Siles Reyesa pełnił funkcję ministra robót publicznych i komunikacji. Po obaleniu prezydenta przez armię (28 maja 1930) wszedł w skład rządu tymczasowego, krótko pełnił również obowiązki głowy państwa. Brał udział w wojnie o Chaco, podczas której awansował do stopnia pułkownika.
W wyniku kolejnego zamachu stanu (17 maja 1936) przeprowadzonego przez grupę współpracowników Toro został utworzony Komitet Rewolucyjny. 20 maja przekazał on władzę pułkownikowi, który powrócił do stolicy z Villa Montes. Rządził w sposób autorytarny, głosząc konieczność uzdrowienia życia politycznego. Doprowadził do wprowadzenia zakazu działalności partii politycznych - w ich miejsce powołał w pełni kontrolowaną przez władze Państwową Partię Socjalistyczną. W polityce gospodarczej preferował interwencjonizm. Dokonał wywłaszczenia Standard Oil (marzec 1937), promował wzrost płac, utworzył również Ministerstwo Pracy. Podjął działania zmierzające do opracowania kodeksu prawa pracy. 
Trudności gospodarcze spowodowały stopniową ewolucję programową rządu i rezygnację z części radykalnych lewicowych postulatów. Doprowadziła ona do niezadowolenia w kręgach wojskowych i była jedną z przyczyn kolejnego przewrotu (13 lipca 1937). Toro wyemigrował do Chile, gdzie zmarł kilkadziesiąt lat później.